# Mazur D-350
Mazur D–350 – polski gąsienicowy ciągnik artyleryjski z końca lat 50. XX wieku. 

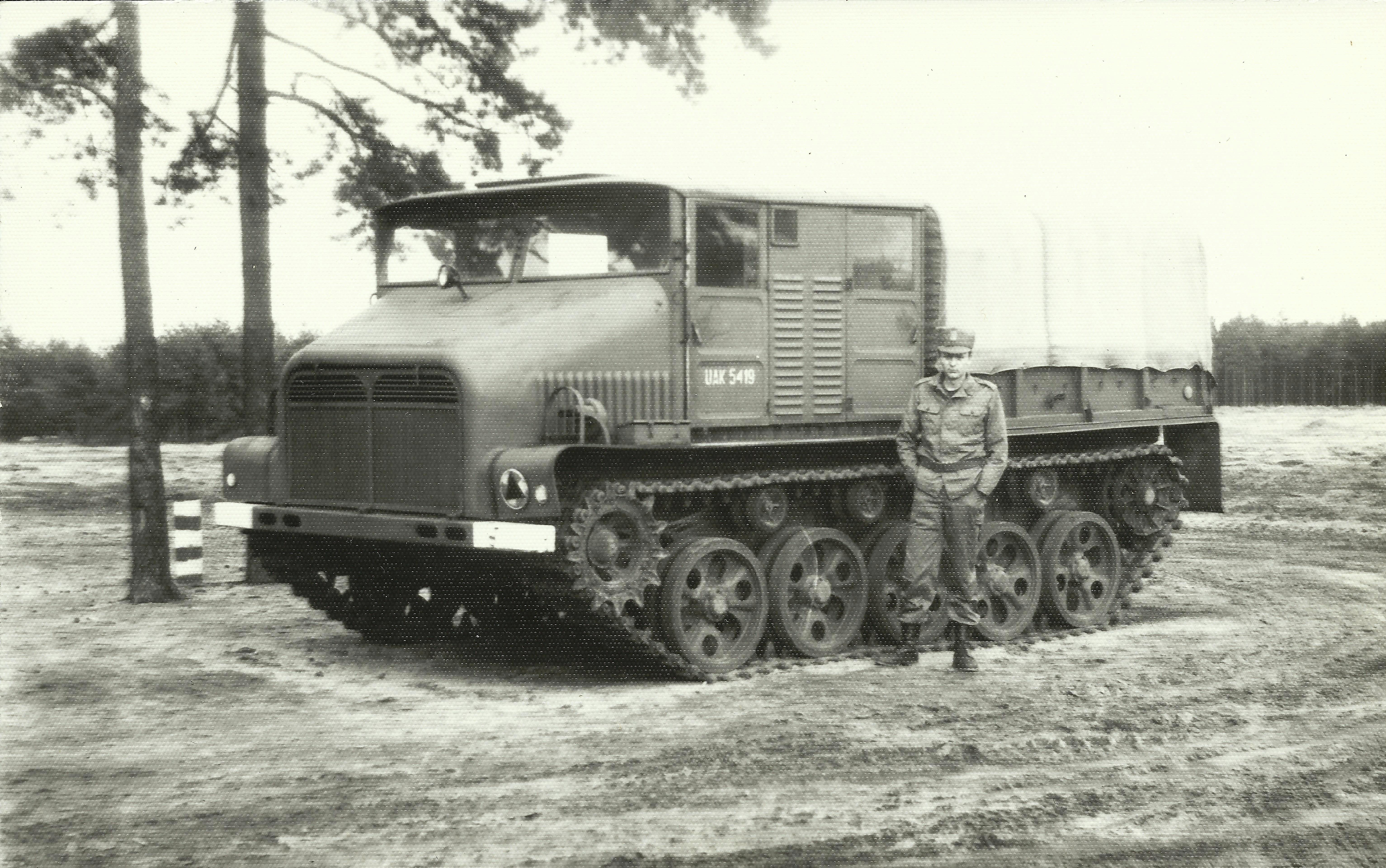
Ciągnik nr rej. UAK 5419

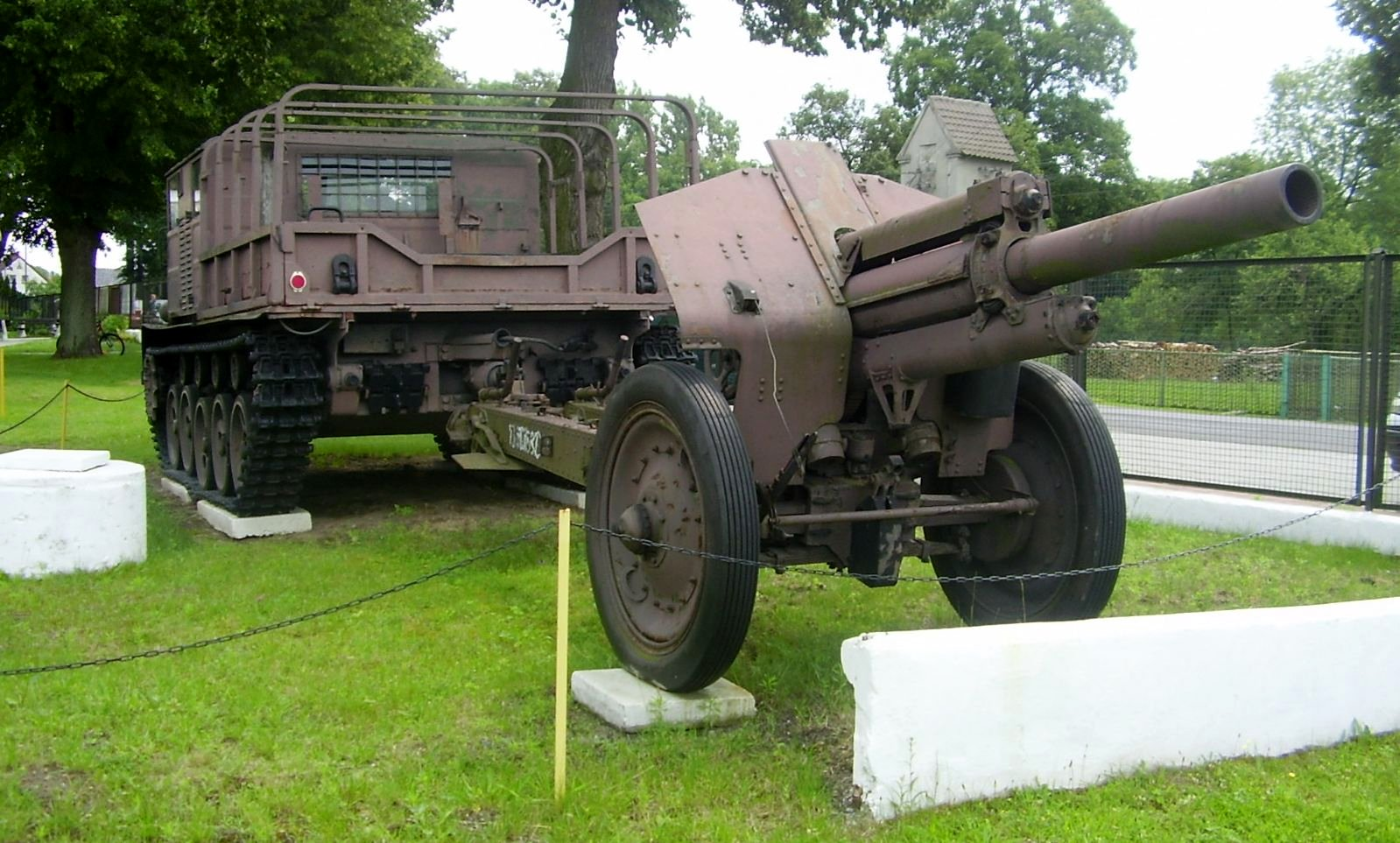
Ciągnik wraz z haubicą wz. 1938 (M-30)

Prace nad projektem polskiego ciągnika artyleryjskiego rozpoczęto w 1956 roku w Zakładach Mechanicznych w Łabędach, przy wykorzystaniu podzespołów czołgu T-54A, którego produkcję licencyjną tam wdrażano. Ciągnik zunifikowany był w około 75% z czołgiem T-54A. W 1957 roku powstały dwa prototypy, oznaczone początkowo ACS Mazur D-300. W 1958 roku powstały dwa ulepszone prototypy i w tym samym roku ciągnik skierowano do produkcji, która trwała do 1960 roku (według innych informacji, od 1960 do 1961 roku). Montaż ciągników odbywał się w Łabędach, gdzie wytwarzano nadwozie, układ przeniesienia napędu i koła nośne, natomiast podwozia i zawieszenie były produkcji Huty Stalowa Wola, a silniki były wytwarzane przez PZL Wola. Pomimo dobrych osiągów produkcję ciągnika szybko zakończono. Powodem była unifikacja ciągników artyleryjskich w siłach Układu Warszawskiego i wprowadzenie radzieckiego ciągnika ATS-59, produkowanego w Polsce na licencji. Prowadzone były próby porównawcze i według strony radzieckiej, ATS-59 okazał się lepszy pod większością względów. Wyprodukowano ok. 1000 ciągników Mazur.
W Wojsku Polskim ciągniki artyleryjskie Mazur używane były do końca lat 70. Pewna liczba na początku lat 60. została sprzedana do Czechosłowacji (według czeskich informacji, dostarczono ich 218 i miały być potocznie znane jako Gomulkova pomsta – „zemsta Gomułki”). Niewielka liczba tych ciągników została przekazana armii Północnego Wietnamu i używana przez nią podczas wojny wietnamskiej. Część wycofanych z wojska ciągników używana była następnie m.in. przez kolej w pociągach ratunkowych i w służbie leśnej.
Siła pociągowa na haku wynosiła 12,5 T, maksymalna masa przyczepy 25 t.